# درون‌بوم و برون‌بوم
- A:
  - دارای سه برون‌بوم (A2، A1 و A3) است: غیرممکن است که بتوان تنها با گذر از سرزمین اصلی A به هر یک از این بخش‌ها رسید؛ هرچند:
    - A1 و A2 درون‌بوم نیستند: هیچ‌کدام از این دو توسط یک کشور خارجی محاصره نشده‌اند؛
    - A3 یک درون‌بوم است: این منطقه کاملاً توسط B محاصره شده است؛

  - دارای یک درون‌بوم (E) است: یک سرزمین بیگانه کاملاً در درون A است؛
  - دارای دو پاد-درون‌بوم یا درون‌بوم سطح دوم (A4 و A5) است: مناطقی که به A تعلق دارند و درون درون‌بوم E حضور دارند؛
  - دارای یک پاد-پاد-درون‌بوم یا درون‌بوم سطح سوم (E1) است.
- B:
  - شامل دو برون‌بوم (A3 و D) است.
- C:
  - سرزمین پیوسته.
- D:
  - یک سرزمین درون‌بوم است: از نظر سرزمینی پیوسته است، اما سرزمین آن کاملاً توسط یک کشور بیگانه (B) محاصره شده است.
- E:
  - یک سرزمین درون‌بوم است: درون A واقع شده است؛
  - شامل دو درون‌بوم (A4 و A5) است، که درون‌بوم‌های A هستند؛
  - دارای یک پاد-درون‌بوم (E1) است، که با توجه به A و A5، یک پاد-پاد-درون‌بوم هم به‌شمار می‌رود.

درون‌بوم یا کشور محاط (به انگلیسی: enclave) کشور، سرزمینی یا بخشی از یک سرزمین است که کاملاً احاطه‌شده توسط قلمروی دولت دیگری است و به‌طور کامل در درون کشور دیگر قرار گرفته است. منطقه‌های درون‌بوم ممکن است درون آب‌های سرزمینی باشند چون حاکمیت آن سرزمین بر آب‌های سرزمینی نیز واقع است. گاهی از درون‌بوم برای نشان دادن سرزمینی که تماماً توسط یک کشور دیگر احاطه شده است، استفاده می‌شود. دولت‌شهر واتیکان و سان مارینو در ایتالیا و لسوتو در آفریقای جنوبی سه کشور مستقلی هستند که تماماً توسط یک کشور دیگر احاطه شده‌اند. کشوری که محدودهٔ کشوری دیگر را کاملاً دربر گرفته است، کشور محیط (perforated) نامیده می‌شود. ایتالیا و آفریقای جنوبی نمونه‌هایی از کشورهای محیط به‌شمار می‌روند.
برون‌بوم یا برون‌خاک (به انگلیسی: exclave) بخشی از کشور است که توسط یک یا چند کشور بیگانه از خاک اصلی کشور جدا شده است بسیاری از برون‌بوم‌ها، درون‌بوم نیز به‌شمار می‌روند مگر اینکه یک برون‌بوم بین چند کشور احاطه شده باشد. نخجوان که بخشی از جمهوری آذربایجان است نمونه‌ای از یک برون‌بوم است.
نیمه‌درون‌بوم یا نیمه‌برون‌بوم مناطقی هستند که به جز دارا بودن مرز دریایی با آب‌های آزاد، درون‌بوم یا برون‌بوم هستند. موناکو، گامبیا و برونئی نمونه‌هایی از نیمه‌درون‌بوم و آلاسکا و استان کالینینگراد نمونه‌های از نیمه‌برون‌بوم هستند. نیمه‌برون‌بوم فقط می‌تواند بخشی از یک کشور مستقل باشد.
کمابیش برون‌بوم بخشی از یک سرزمین است که با وجود ارتباط با خاک اصلی، دسترسی بدان از سرزمین اصلی فقط توسط خاک کشوری دیگر شدنی باشد. به این مناطق برون‌بوم‌های در عمل هم گفته می‌شود. بیشتر مناطق کمابیش برون‌بوم، از طریق آب‌های سرزمینی با خاک اصلی خود ارتباط دارند. پوینت رابرتز، واشینگتن و زاویه شمال غرب در ایالت مینه‌سوتا و هم‌مرز کشور کانادا نمونه‌هایی از این مناطق هستند. مناطق کمابیش برون‌بوم همچنین می‌توانند با سرزمین اصلی در یک زمین واقع شده‌باشند اما به دلایلی مانند کوهستانی بودن زیاد منطقه، ارتباط آن‌ها با سایر نقاط سرزمین تنها از طریق سرزمینی بیگانه امکان‌پذیر است؛ مثلاً روستای کلینوالسرتال در ایالت فورآرلبرگ اتریش در دره واقع شده و ارتباط آن با سایر نقاط کشور تنها از طریق کشور آلمان در شمال ممکن است.